# TV São Francisco
TV São Francisco é uma emissora de televisão brasileira sediada em Juazeiro, município do estado da Bahia. Opera no canal 7 (28 UHF digital) e é afiliada à TV Globo. É uma das emissoras próprias da Rede Bahia de Televisão, e transmite sua programação para o norte do estado. Seus estúdios ficam no bairro Maringá, em Juazeiro, e sua antena de transmissão está no bairro Palhinhas, em Petrolina, Pernambuco.

## História

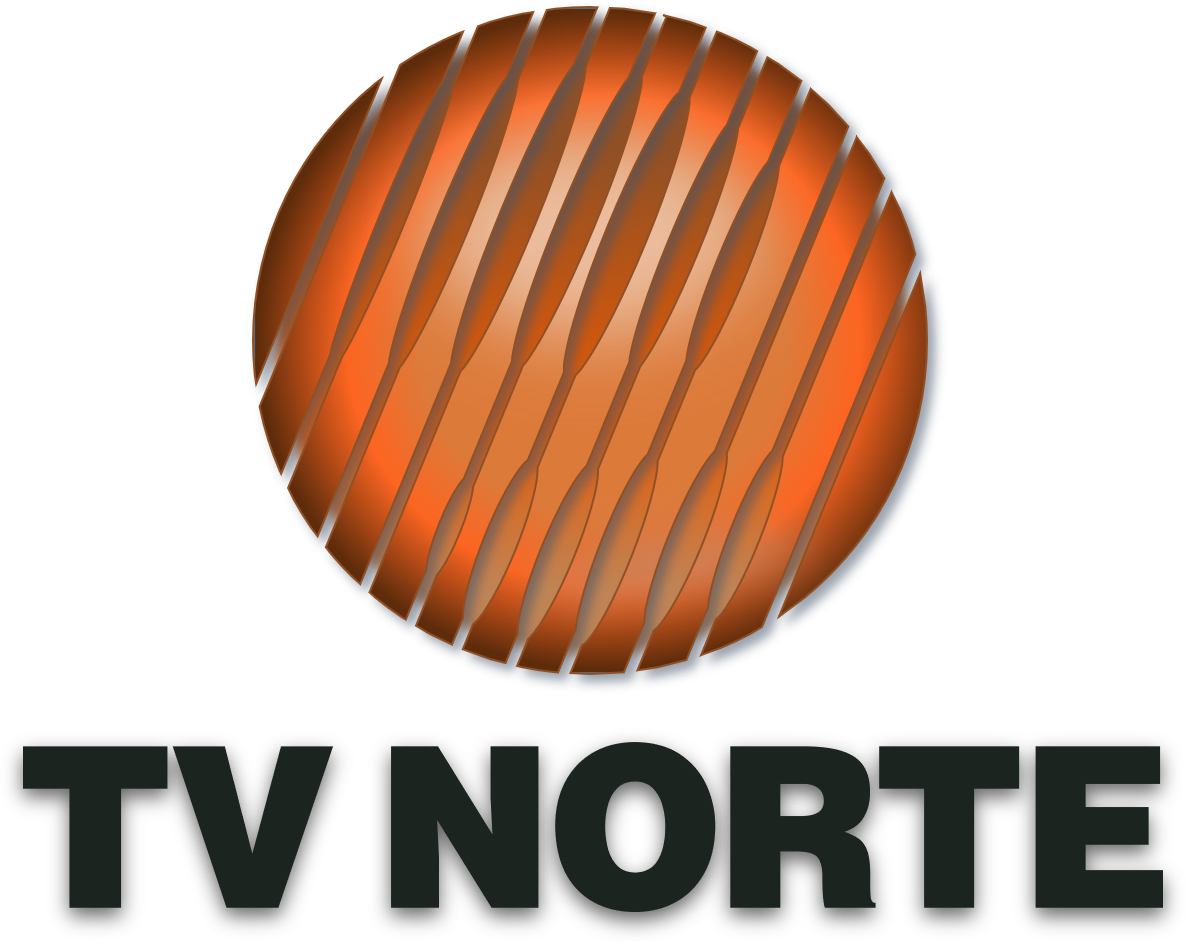
Primeiro logotipo da emissora, utilizado de 1990 a 1991.

A emissora foi inaugurada em 1 de dezembro de 1990 como TV Norte, sendo a terceira emissora da Rede Bahia de Televisão a entrar no ar no interior do estado. No mesmo dia, ocorreu um evento de inauguração na orla de Juazeiro, que chegou a ser exibido em rede nacional no programa Domingão do Faustão, por meio de uma entrada ao vivo com a participação do ator Marcos Frota. Em 2 de dezembro, foi ao ar, no horário do BATV 2ª Edição, a primeira produção local da TV Norte: um documentário sobre o Rio São Francisco, apresentado por Cláudia Carvalho. Em junho de 1991, a emissora estreou a edição local do BATV 1ª Edição.

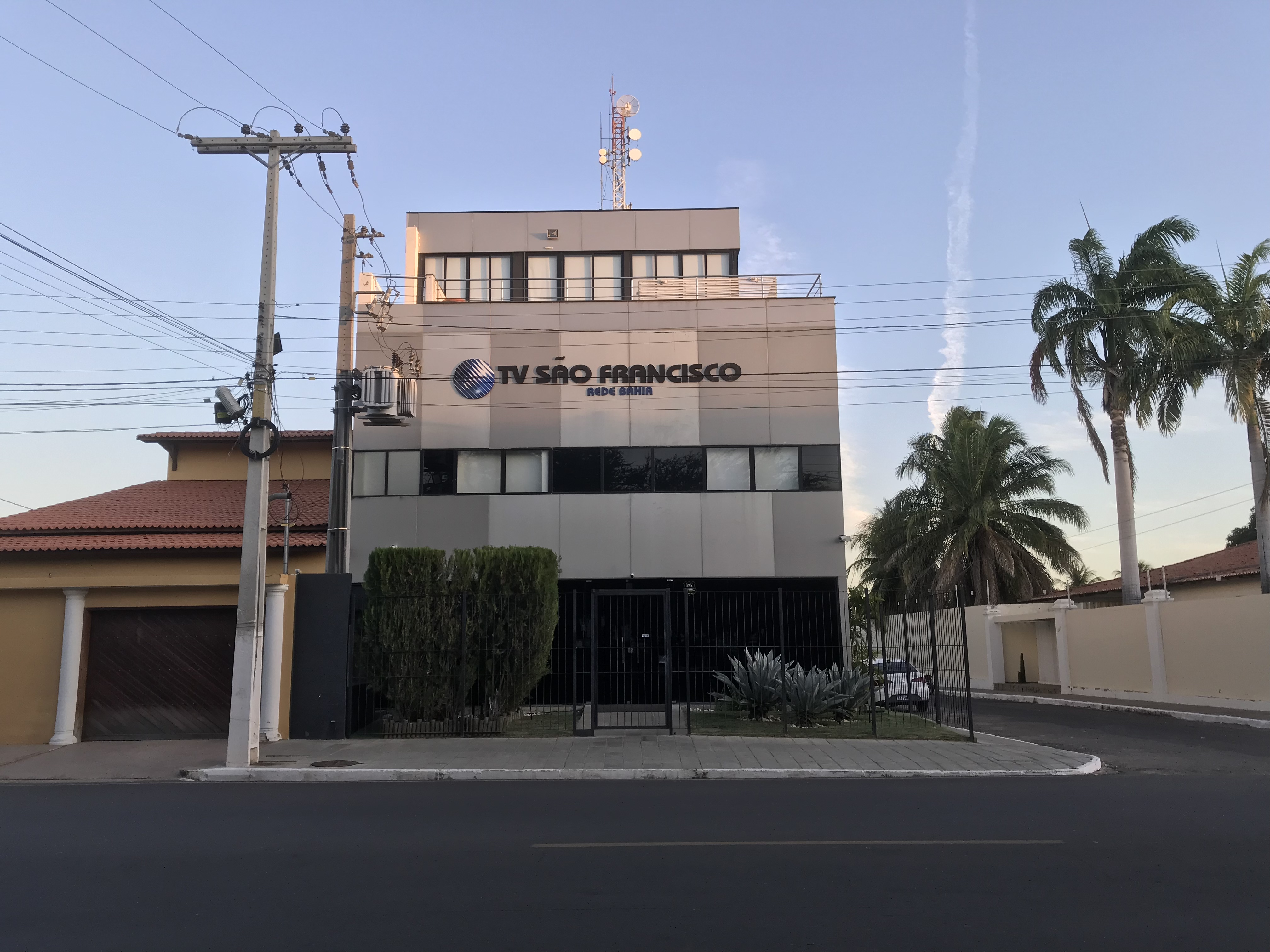
Sede da emissora em 2022.

Logotipo utilizado pela emissora entre 2001 e 2025.

Em 4 de outubro de 2001, a emissora é renomeada e passa a utilizar a nomenclatura TV São Francisco, em homenagem aos 500 anos de descobrimento do Rio São Francisco. No mesmo dia, o telejornal Bahia Meio Dia foi apresentado diretamente de uma embarcação tipo chata no meio do rio, nas proximidades da Ilha do Fogo, que fica na divisa entre Juazeiro e Petrolina, contando com homenagens e apresentações musicais. Em 2002, expande sua produção de telejornais, por meio do bloco local do Jornal da Manhã.
Em 2003, a TV São Francisco estreia o Tema, jornalístico dedicado a uma temática diferente em cada edição. O programa era apresentado pela jornalista Sibelle Fonseca, que também produzia reportagens para a atração, e era exibido aos sábados, após o Jornal Hoje. Foi exibido até 25 de junho de 2005, sendo substituído no sábado seguinte pelo Bahia Esporte, da TV Bahia.
Em maio de 2004, a TV São Francisco inaugura uma sucursal em Irecê.
Em 12 de janeiro de 2015, a emissora inaugura nova sede em Juazeiro. Com isso, a TV São Francisco passou a contar com equipamentos mais modernos, transmitindo a sua programação local em HDTV, além de novo estúdio. Foi a primeira emissora do interior da Bahia e das emissoras da Rede Bahia de Televisão no interior a transmitir a programação local em alta definição.
Em 6 de maio de 2019, foi anunciado o encerramento das produções das edições locais dos telejornais Jornal da Manhã e BATV por conta de corte de gastos. 16 funcionários foram demitidos. A emissora passou a produzir boletins informativos veiculados durante a programação (Bahia Agora), e continuou realizando entradas ao vivo e reportagens para os telejornais da Rede Bahia e da Rede Globo.
Em 28 de setembro de 2020, a emissora demitiu 9 funcionários, dos setores administrativo, técnico e coordenação de master, de onde são transmitidos os comerciais locais da emissora. O último setor passou a ser coordenado direto de Salvador, contando com automatização.
Em 15 de setembro de 2022, a TV São Francisco anunciou a retomada da produção de telejornalismo local após três anos de sua interrupção, por meio do retorno da exibição da edição local do Bahia Meio Dia, suspensa em março de 2015. A reestreia ocorreu em 18 de outubro, em uma edição apresentada por Joyce Guirra.

## Sinal digital
| PSIP | Canal  | Proporção de tela | Programação                                       |
| ---- | ------ | ----------------- | ------------------------------------------------- |
| 7.1  | 28 UHF | 1080i             | Programação principal da TV São Francisco / Globo |

A TV São Francisco lançou seu sinal digital em 14 de maio de 2014. O lançamento aconteceu por meio de um evento especial que contou com a presença de acionistas da Rede Bahia, clientes, autoridades e representantes da imprensa local.
Em 3 de novembro de 2021, a TV São Francisco ativou oficialmente seu subcanal 7.2, com o nome TV Escola Juazeiro, para transmissão das aulas da Rede Municipal de Educação de Juazeiro. O projeto havia sido apresentado pela Secretaria de Educação e Juventude da Prefeitura de Juazeiro em 22 de outubro. No início de março de 2023, a TV Escola Juazeiro foi retirada do ar no canal 7.2, passando a produzir conteúdos para a internet.

### Transição para o sinal digital
Com base no decreto federal de transição das emissoras de TV brasileiras do sinal analógico para o digital, a TV São Francisco cessou suas transmissões pelo canal 7 VHF em 9 de janeiro de 2019, seguindo o cronograma oficial da ANATEL.

## Programas
Além de retransmitir a programação nacional da TV Globo e estadual da Rede Bahia, a TV São Francisco produz e exibe os seguintes programas:
- Bahia Meio Dia: Telejornal, com Joyce Guirra;

Outros programas compuseram a grade da emissora e foram descontinuados:
- Jornal da Manhã
- Bahia Agora
- Bahia Agora 2ª Edição
- BATV
- BATV 1ª Edição
- Norte Rural
- Tema
- Tema Especial

## Equipe

### Membros atuais
- Jacira Félix
- Joyce Guirra[21]
- Luiz Gustavo Ribeiro
- Thiago Santos[22]

### Membros antigos
- Adalberto Barbosa
- Carlos Laerte[23]
- Cícero Oliveira
- Cláudia Carvalho[5]
- Cláudio Gomes[24]
- Beatriz Oliveira[25]
- Denise Cordeiro
- Edísia Santos[26]
- Elisângela Amorim[27]
- Fabiana Ferraz[28]
- Fabíola Moura[29]
- Felipe Pereira (hoje na TV Subaé)[30]
- Fernanda Barros[31]
- Gisa Ramos[32]
- Isabela Ornellas (hoje na Tropical Sat FM)
- Izabella Freitas (hoje na TV Santa Cruz)[33]
- Jadir Souza
- João Barbosa (hoje na TV Grande Rio)[34]
- Josenaldo Rodrigues[35]
- Jota Menezes[36]
- Juliana Souza[37]
- Kris de Lima[38]
- Lara Cavalcanti (hoje na Petrolina FM)[39]
- Liana Cardoso (hoje na Rádio Câmara Salvador e TV Câmara Salvador)[40]
- Lucien Paulo da Silva[41]
- Lucélia Almeida
- Marco Cerqueira
- Maria Lima (hoje na Tropical Sat FM)[42]
- Meiry Lanunce[43]
- Nilton Leal[44]
- Pablo Vasconcelos (hoje na TV Bahia)[45]
- Pâmela Bório
- Patrícia Laís[46]
- Pedro Canísio (hoje na TV Cabo Branco)[47]
- Priscila Guedes[48]
- Renata Albuquerque (hoje na NDTV Chapecó)[49]
- Riccelli Bezerra[50]
- Rinaldo Lima[51]
- Robson Hamil[52]
- Ronny Araújo
- Rosi Rodrigues[53]
- Sibelle Fonseca (hoje na Transrio FM)[54]
- Welington Alves